# Caravan (band)

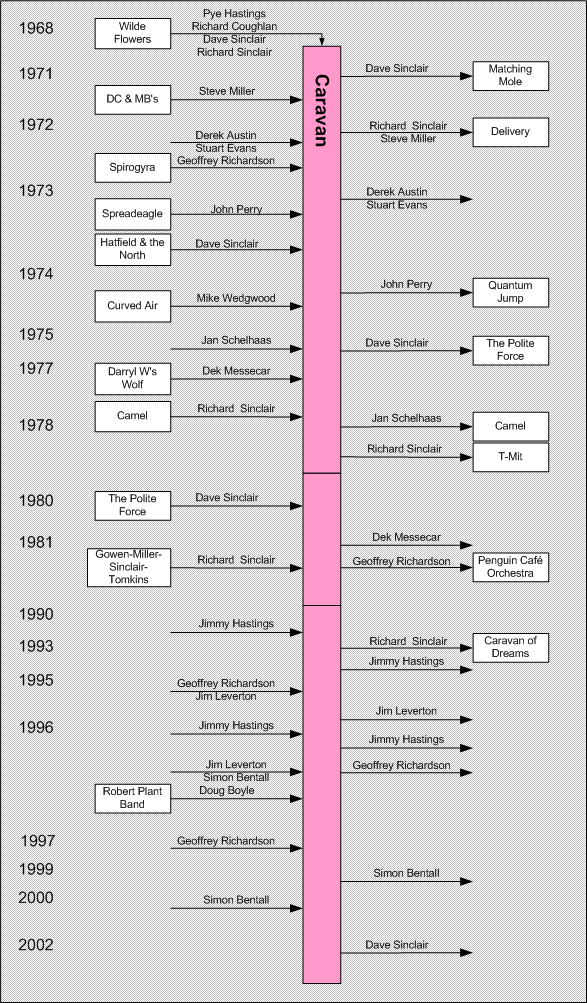
Caravantijdlijn

Caravan is een Britse band uit Canterbury. De muziek van de band wordt gerekend tot de categorie progressieve rock. De bands uit deze omgeving, zoals Soft Machine, spelen een mengeling van rock en jazz.

## Geschiedenis
Caravan ontstond in 1966 na het uiteenvallen van The Wilde Flowers. De oorspronkelijke bezetting bestond uit Richard Sinclair, Pye Hastings, Dave Sinclair en Richard Coughlan. In deze bezetting zouden ze het de eerste drie jaar uithouden, van 1968 tot 1971. Daarna zouden allerlei wisselingen in de band optreden (zie ook de tijdlijn hiernaast).
Caravan heeft in eerste instantie van 1968 tot 1978 bestaan. In 1980 is de band weer bij elkaar gekomen, maar tussen 1985 en 1990 is er niets van de band vernomen. Sinds 1990 leeft de band weer, wordt er nieuwe muziek uitgebracht en treedt de band ook met intervallen weer op.

## Bandleden
In de verschillende samenstellingen van de band hebben vele musici meegewerkt. Een (onvolledig) overzicht:
- Richard Sinclair
- Pye Hastings
- Dave Sinclair
- Richard Coughlan
- Geoffrey Richardson
- Steve Miller
- Jan Schelhaas
- John G. Perry
- Jimmy Hastings
- Julian Hastings
- Dek Messecar
- Jim Leverton
- Mike Wedgwood
- Simon Bentall
- Doug Boyle
- Derek Austin
- Stuart Evans
- Mark Walker

## Discografie

### Studioalbums
- Caravan (1968)
- If I Could Do It All Over Again, I'd Do It All Over You (1970)
- In the Land of Grey and Pink (1971)
- Waterloo Lily (1972)
- For Girls Who Grow Plump in the Night (1973)
- Cunning Stunts (1975)
- Blind Dog at St. Dunstans (1976)
- Better by Far (1977)
- The Album (1980)
- Back to Front (1982)
- Cool Water (1994)
- The Battle of Hastings (1995)
- All Over You (1997) (eerder werk opnieuw opgenomen)
- The Unauthorised Breakfast Item (2003)
- The Back Catalogue Songs (2013)
- Paradise filter (2013)
- It's none of your business (2021)

### Livealbums
- Caravan and the New Symphonia (1974)
- BBC Radio 1 Live in Concert (1991)
- Live in Holland: Back on the Tracks (1998)
- Live 1990 (1992)
- Songs for Oblivion Fishermen (1998)
- Ether Way (1998)
- Live: Canterbury Comes to London (1999)
- Surprise Supplies (1999)
- Bedrock in Concert (2002)
- Green Bottles for Marjorie: The Lost BBC Sessions (2002)
- Live at the Fairfield Halls, 1974 (2002)
- A Night's Tale (2003)
- Nowhere to Hide (2003)
- With Strings Attached (2003)
- The Show of Our Lives – Caravan at the BBC 1968–1975 (2007)

### Compilaties
- Canterbury Tales (1977)
- Show of Our Lives (1981)
- Songs and Signs (1991)
- The Best of Caravan – Canterbury Tales (1994 - expanded reissue of 1977 version)
- Travelling Man (1998)
- Headloss (1999)
- All Over You...Too (2000)
- Traveling Ways: The HTD Anthology (2000)
- Where But For Caravan Would I? (2000)
- The World Is Yours (4 CD Box Set, 2010)